# Kjell Ove Hauge
Kjell Ove Hauge, född 20 februari 1969 i Sandane i Gloppens kommun i Norge, är en tidigare norsk kulstötare och diskuskastare. Han blev norsk mästare fyra gånger i kulstötning. Hauge är känd för att ha erkänt att ha använt anabola steroider i samband med en skada 1998. Han representerade Gloppen Friidrettslag. Sidan juli 2013 är han rektor for Oslos största gymnasieskola, Kuben videregående skole.

## Resultat
| År   | Mästerskap               | Stad         | Land      | Plats  | Övning         | Resultat            |
| ---- | ------------------------ | ------------ | --------- | ------ | -------------- | ------------------- |
| 1994 | NCAA:s studentmesterskap | Boise, Idaho | USA       | Silver | kulstötning    | 20,07 m             |
| 1994 | EM                       | Helsingfors  | Finland   | 23:e   | kulstötning    | 18,23 m             |
| 1994 | Europacup                | Istanbul     | Turkiet   | Guld   | diskuskastning | 59.14 m (Banrekord) |
| 1996 | World athletics final    | Milano       | Italien   | 8:a    | kulstötning    | 19,34 m             |
| 1997 | VMi                      | Paris        | Frankrike | 11:e   | kulstötning    | 19,42 m             |
| 1997 | VM                       | Aten         | Grekland  | 25:e   | kulstötning    | 18,37 m             |
| 1997 | VM                       | Aten         | Grekland  | 33:e   | diskuskastning | 57,00 m             |
| 1997 | Europacup                | München      | Tyskland  | 4:a    | kulstötning    | 19,04 m             |
| 1997 | Europacup                | München      | Tyskland  | 5:a    | diskuskastning | 56,60 m             |
| 1998 | Europacup                | Malmö        | Sverige   | Guld   | kulstötning    | 20,07 m             |

## Efter idrottskarriären
Efter idrottskarriären arbetade han som lärare, senare pedagogisk ledare vid gymnasieskolan Bjerke videregående skole, innan han från 2013 blev rektor vid Kuben videregående skole i Oslo.